# Deadman Wonderland
Deadman Wonderland (デッドマンワンダーランド, Deddoman Wandārando) é uma série de mangá escrita por Jinsei Kataoka e ilustrado por Kazuma Kondou, que também escreveram e ilustraram o mangá Eureka Seven, e publicado na Shonen Ace desde 2008. A Tokyopop comprou os direitos de licenciamento para distribuir o mangá na língua inglesa e lançou os primeiros 5 volumes do mangá antes da empresa encerrar sua divisão editorial norte-americana em 2011. A Viz Media anunciou que licenciou a série para distribuição na língua inglesa na América do Norte em 7 de julho de 2013 e lançou o primeiro volume em 11 de fevereiro de 2014; Posteriormente, novos volumes foram lançados no intervalo de dois meses.
Uma adaptação em anime foi transmitida entre abril e julho de 2011, na qual abordou o conteúdo dos primeiros 21 capítulos do mangá. O anime é licenciado pela Funimation e foi ao ar no Adult Swim e reprisado no canal Toonami.

## História
Deadman Wonderland é um manga sobre uma história de sobrevivência dentro da prisão. O protagonista Igarashi Ganta tinha uma vida normal até que um certo dia seus colegas de classe são assassinados e ele se torna o principal suspeito do crime que não cometeu. No julgamento, Igarashi é sentenciado injustamente à pena de morte. Entrando na prisão, muitas coisas acontecem e Ganta descobre que seus colegas de classe foram assassinados pelo Red Man (literalmente traduzido "Homem Vermelho"). Ele recebeu poderes de controlar o próprio sangue e descobre que o assassino está na prisão; Ganta quer fazer de tudo para se vingar dele.

## Mídia

### Mangá
O mangá é escrito por Jinsei Kataoka e ilustrado por Kazuma Kondoue e publicado mensalmente na revista Shounen Ace desde maio de 2007. O primeiro volume foi lançado em 23 de setembro de 2007 e até 26 de agosto de 2013, 13 volumes foram lançados. No Brasil, é licenciado e publicado pela Panini desde agosto de 2011.

### Anime
A série em anime foi produzida pelo estúdio Manglobe sob a direção de Kōichirō Hatsumi e exibida na TV Kanagawa no período de  11 de Abril de 2011 a 3 de Julho de 2011 e não vendeu muito. A música tema da abertura foi One Reason interpretada pela banda Fade, já o encerramento foi Shiny Shiny cantada por Nirgilis.

## Personagens

### Principal
- Ganta Igarashi (Woodpecker) - 五十嵐 丸太

Aparece em...: Primeiro episódio do anime; Primeiro capítulo do mangá

Posição Ocupada na Deadman Wonderland: Prisioneiro número 5580

Sexo: Masculino

Idade: 14 (nascido a 9 de Julho)

Grupos: Deadman, Scar Chain, Makina's Special Hunting Force, Operation Mother-Gizmo Reinforcement

Branch Of Sin: Ganta Gun (dispara uma bola de sangue da palma da mão) e Camburi Ganta Gun (uma versão mais forte e rápida da Ganta Gun que faz com que o corpo de Ganta fique com tatuagens negras e uma dor intensa)

Seiyuu: Romi Park (Japonês)

Crime/Motivo para ser preso: Acusado de um crime que não cometeu: Assassinato de 29 (no anime)/21 (no mangá) colegas de classe.

Spoilers: Foi Crow que deu nome aos ataques do Ganta e também foi ele e Yoh que ensinaram a Ganta como atacar à velocidade do som (segredo do Ganbaru Ganta Gun).
Ele fez parte do grupo de Makina sem querer, depois que ela baixou a guarda de propósito e revelou onde estava o mapa da prisão para que ele escapasse e roubasse o mapa para chegar até o local onde estavam os Forgeries. Ele só a ajuda conscientemente quando ela lhe pede para destruir o dispositivo de controle do pensamento dos Forgeries.
Ele é ilibado de tudo (do crime, da fuga da prisão e do ataque a Madoka) e colocado num orfanato, quando a prisão é encerrada. Karako convence Ganta a se juntar a Makina de novo para destruir o Wretched Egg. Ganta decidiu ser ele mesmo a matar o Wretched Egg.
Ganta é levado por Rinichirou Hagire (no corpo de Toto Sakagami) que revela estar tentando recriar o Wretched Egg. Para viver mais tempo, ele passa as suas memórias para os Deadman mais fortes do Carnival Corpse e, no capítulo 45, ele começa o processo de passar as suas memórias de Toto para Ganta.
- Shiro - シロ

Aparece em...: Primeiro episódio do anime; Primeiro capítulo do mangá

Posição Ocupada na Deadman Wonderland: 1

Sexo: trans

Idade: 15 (foi trazida para a casa de Ganta a 17 de Julho)

Grupos: Nenhum, apenas ajuda o Ganta

Branch Of Sin: Como Shiro, ela tem um que não tem nome mas que ela usa na luta contra Shishito Madoka, para ajudar Ganta. Como Wretched Egg, tem um que forma uma espécie de tornado e é capaz de cortar pessoas aos pedaços

Seiyuu: Hanazawa Kana (Japonês)

Spoilers: Ela é o Red Man/Homem Vermelho/Wretched Egg que Ganta procura. Depois da saga dos Forgeries, Ganta confessa que ama Shiro e ela finge que ama o Ganta também. A personalidade forçada de Shiro morre quando Ganta vai embora e quem ocupa o corpo dela é o Wretched Egg que mata Azami. Ela foi criada por Sorae Igarashi, mãe de Ganta. Ganta descobre que ela é o Red Man e, quando a prisão é encerrada graças a Makina, Ganta é ilibado e posto em liberdade, tentando esquecer Shiro. Porém, ele decide acabar com toda a dor de uma vez por todas e junta-se a Makina, mais uma vez, mas desta vez para matar Shiro.
Ela tem duas personalidades que acabam por colidir nos capítulos mais recentes: A personalidade de "Aceman", o herói estilo Superman que o Ganta gostava de ver quando criança, e a de Wretched Egg. No capítulo 45, Shiro diz a Ganta que ele pode odiá-la por ter matado os amigos dele.
O Mother Goose System foi feito com a carne de Shiro, por isso é que ela tem marcas no corpo.

### Humanos/Outros
- Yoh Takami - 鷹見 羊

Aparece em...: Primeiro episódio do anime; Primeiro capítulo do mangá

Posição Ocupada na Deadman Wonderland: Prisioneiro número 9061

Sexo: Masculino

Idade: Mais velho que Minatsuki

Grupos: Operation Mother-Gizmo Reinforcement (research team)

Branch Of Sin: Nenhum, ele não é um Deadman

Seiyuu: Kaji Yuuki (Japonês)

Crime/Motivo para ser preso: Roubo e Burla. Ele foi preso de propósito para poder encontrar sua irmã novamente e salvá-la.

Sobre a personagem: Ele tem um complexo da irmã mais nova, Minatsuki, e até foi preso de próposito para poder salvá-la. Ele sabe que Minatsuki matou seu pai mas, mesmo assim, ele confia nela e tenta protegê-la.
- Kincho
- Promoter Tamaki Tsunenaga
- Warden Makina - マキナ

Aparece em...: Primeiro episódio do anime; Primeiro capítulo do mangá

Posição Ocupada na Deadman Wonderland: Chefe dos guardas da prisão

Sexo: Feminino 

Idade: ???

Grupos: Makina's Special Hunting Force (líder), Operation Mother-Gizmo Reinforcement (líder)

Branch Of Sin: Nenhum, ela não é um Deadman

Seiyuu: Takako Honda(Japonês)
- Ekou Kadou -
- Kashima Toraichi -
- Bonbu "Bomb" -
- Sorae Igarashi
- Mimi & Yamakatsu
- Kyouko Kasuga
- Kouzuji Kazumasa

### Deadman
- Senji Kyomasa (Crow) - 千地 清正

Aparece em...: Terceiro episódio do anime; Quinto capítulo do mangá

Posição Ocupada na Deadman Wonderland: Prisioneiro número 279

Sexo: Masculino

Idade: Mais de 20

Grupos: Deadman, Operation Mother-Gizmo Reinforcement

Branch Of Sin: Crow Claw (forma lâminas de sangue que saem dos braços, é possível aumentar o tamanho das lâminas fazendo buracos no sangue) e Invisible Black (forma mais rápida do Crow Claw, que inspirou o novo ataque de Ganta). Para sangrar, ele corta os braços com lâminas presas em anéis que tem no polegar.

Seiyuu: Masayuki Katou(Japonês)

Crime/Motivo para ser preso: Acusado de um crime que não cometeu: Assassinato de alguns colegas do seu antigo emprego na polícia
Sobre a personagem: Ele eram um policial antes de ir preso. Foi ele que deu o nome aos ataques de Ganta. Ele diz sempre "Zuppashi", uma palavra que não tem um significado específico, sendo traduzida de diferentes maneiras por diferentes tradutores.
- Minatsuki Takami (Hummingbird) - 鷹見 水名月

Aparece em...: Sexto episódio do anime; Oitavo capítulo do mangá

Posição Ocupada na Deadman Wonderland: Prisioneiro número ???

Sexo: Feminino

Idade: 17

Grupos: Deadman, Operation Mother-Gizmo Reinforcement

Branch Of Sin: Whip Wing (faz com que o seu sangue se confunda com o cabelo e possa ser usado como chicote). Para sangrar, ela arranca seus brincos.

Seiyuu: Iori Nomizu (Japonês)

Crime/Motivo para ser preso: Acusada da morte de seu pai.
Sobre a personagem: Ela acha a atração que Yoh sente por ela nojenta. Ela é sádica e não confia nos outros, mas Ganta mostra que nem todas as pessoas são más.
- Masaru "Chaplin" Sukegawa (Peacock)
- Itadaki "Masu" Kazuya
- Idaki Hitara (Condor)
- Toto Sakigami (Mocking Bird)
- Yosuga Mitsuzaki(??)

### Scar Chain
- Nagi Kengamine (Owl)

Aparece em...: Setimo episódio do anime; ??? capítulo do mangá
Posição Ocupado na Deadman Wonderland: Prisioneiro número ???
Sexo: Masculino
Idade: mais de 20
Grupos: Deadman, Scar Chain
Branch Of Sin: owl's eyes (olhos de coruja) cria esferas de sangue flutuantes que ele pode controlar movendo-as e fazendo elas explodirem
Seiyuu: ???
Crime/Motivo para ser preso: ??? Sobre a personagem: criador e chefe da Scar chain (corrente cicatriz) que ele criou apos da morte da sua esposa para poder sair da deadman wonderland e mostrar o que realmente acontece la dentro
- Karako Koshio (Gamefowl)
- Rokuro Bundou (??)

### Undertaker
- Genkaku Azuma (Super Monk)
- Hibana Daida (??)
- Mouzuri Gazuchi (??)
- Shinagawa Doukoku (??)

### Forgery
- Azami Midou (??)
- Uzume Sumeragi (??)
- Ikaduchi Akatsuki (??)
- Hajime&Ichi Mikawa (??)
- Madoka Shishito (??)

## Enredo
Igarashi Ganta é um garoto normal que tem a sua vida arruinada quando um estranho homem de vermelho aparece voando do lado de fora da janela da sala e mata todos os seus colegas de classe, incluindo seu melhor amigo Yamakatsu e a garota por quem ele estava apaixonado Mimi. Ele acaba por ser acusado injustamente à pena de morte, por causa de provas falsas que surgiram. Ele é enviado para Deadman Wonderland, uma prisão criada após o Grande Terremoto de Tóquio para tentar ajudar a capital a reviver. Deadman Wonderland não é uma prisão comum, já que é aberta ao público e são os prisioneiros que fazem parte dos entretimentos (circos, feiras, concursos).
Ganta acaba por descobrir que eles não fazem isso de vontade própria, já que todos os prisioneiros têm um colar que solta veneno para o corpo e se não comerem "Candy" (um antídoto) em 3 dias, perdem a vida envenenados. Assim, eles têm de participar dessas atividades para ganhar "Candy" e Cast Points, dinheiro usado na prisão para comprar comida, água e até drogas.

### Sagas/Arcs
- Deadman Wonderland

Ganta entra na prisão e conhece uma estranha garota albina chamada Shiro que parece conhecê-lo. Ele salva Shiro de uma torre que cai sobre eles, usando um poder estranho.
Para além de Shiro, Ganta conhece Yoh, um ladrão que foi enviado pelo Promotor da prisão para seguir Ganta em troca de Cast Points, e Azami, uma garota que ajuda o protagonista no início mas rapidamente o abandona quando ele se deixar levar pelas regras violentas de Kouzuji, um prisioneiro que se acha o líder dos outros.
Ganta decide entrar na "Dog Race", uma das atividades, para ganhar algum dinheiro e comida, assim como Shiro e Azami. Yoh não pode entrar porque ele foi ferido por Makina, a comandante da prisão, quando chocou contra Ganta, no início. Ganta descobre que precisa comer "Candy", um antídoto, de 3 em 3 dias, para eliminar o veneno que o seu colar coloca no seu corpo.
Antes da Dog Race começar, Kouzuji aparece para participar também e acaba por machucar Azami por ela não concordar com as regras dele. Ganta decide criar suas próprias regras e protege Azami de Kouzuji, mas, mesmo assim, ela fica incapacitada para entrar na Dog Race. Eles são interrompidos pelo início da partida, porém, Ganta logo descobre que esta não é uma corrida "normal": Os prisioneiros têm de superar obstáculos reais e arriscar sua própria vida, o que os espectadores pensam ser apenas "efeitos especiais". Kouzuji tenta matar Ganta durante o percurso, mas ele é sempre salvo por Shiro, sem se aperceber. No final da partida, os sobreviventes têm de tentar pegar uma bola preta e segurar nela até o final da partida: aquele que ficar com a bola ganha dinheiro; os restantes ganham comida. O problema é que o chão desaparece e todos os que caem, morrem. Ganta descobre o padrão e fica num quadrado que não vai desaparecer, mas perde a bola ao se defender de Kouzuji, que cai num dos buracos, e é Shiro quem pega na bola. O quadrado de Shiro desaparece e Ganta corre para salvá-la, pois se apercebe que foi ela que o ajudou durante todo o percurso, não ligando para a bola: O jogo não tem vencedores, porque a bola foi destruída. Ganta se apercebe que morrerá no dia seguinte, pois não tem Candy.
Depois de comer com Shiro, tal como tinham prometido, Ganta vai para a sua cela e conhece seu companheiro: Yoh. Yoh se sente culpado por ter feito com que Ganta perdesse o seu primeiro "Candy" quando chocou contra ele e, por isso, oferece-lhe um. Ganta fica agradecido por Yoh ter salvo sua vida. Na verdade, Yoh roubou o "Candy" de Ganta de propósito para se aproximar dele e cumprir as ordens do Promotor.
Quando os dois vão para o pátio, o Homem de Vermelho que matou os amigos de Ganta aparece e ataca Yoh. Ganta fica furioso e usa um poder estranho novamente, perdendo a consciência quando o Homem de Vermelho desaparece. Yoh fica assustado com este "monstro".
Ganta descobre que esse Homem está no Nível G da prisão e parte para lá, com Shiro e Yoh.
Diferenças entre anime e o mangá:
- No mangá, Kouzuji quebra o braço de Azami; no anime, Kouzuji quebra o braço de Yoh, porque Azami não existe no anime.
- No mangá, Kouzuji não morre, mas é castigado por Makina, enquanto que, no anime, ele morre.
- No mangá, Ganta mata 21 colegas de classe; no anime, mata 29 colegas de classe.
- G Block

Ganta, Shiro e Yoh são seguidos por um robô enviado por Makina para matar Ganta. Eles chegam no Nível G e são protegidos por Senji Kyomasa, mais conhecido por Crow, que chama Ganta de "Woodpecker". Crow destrói o robô com o seu poder de criar lâminas a partir de sangue: "Crow Claw". Ganta aprende que deve estar sangrando para usar o seu poder e, pensando que Crow é o Homem Vermelho, decide atacá-lo. Crow acaba por ser um "gigante musculado gentil que fica sem jeito perto de garotas". A luta é interrompida pelos guardas que levam Shiro e Yoh para longe de Crow e Ganta. Ganta conhece o Promotor Tamaki, seu suposto advogado (a pessoa que criou as provas falsas contra Ganta), que lhe explica que o Nível G da prisão é onde ficam os "Deadman", pessoas com o poder de controlar o seu sangue (Brand Of Sin) e criar armas de ataque e de defesa com ele. Ganta não pode sair de lá e é obrigado a participar numa luta mortal com outros Deadman chamada de "Corpse Carnival". O seu primeiro adversário é Crow. Nestas lutas, eles ganham muito mais Cast Points e "Candy" do que nas atividades normais, mas o preço que o perdedor tem de pagar é elevado: Como os Deadman são criaturas estranhas, eles têm de ser estudados, por isso, quando perdem, é sorteado um órgão para ser retirado (desde os rins até ao coração).
Entretanto, Makina fica irritada por descobrir que não consegue aceder a uma parte da prisão, ficando suspeita das ações do Promotor Tamaki.
No seu combate com Crow, Ganta aprende que o seu poder pode matá-lo: Como Ganta está disparando seu sangue para fora do seu corpo, ele fica com anemia e pode morrer de perda elevada de sangue. Crow tem uma vantagem porque o seu poder é o que criar lâminas com o sangue, podendo sugar o sangue de volta para o seu corpo, se as lâminas não forem quebradas.
Ganta descobre uma estratégia para enganar Crow e acaba por vencer. Ele é enviado para a sua nova cela no Nível G e conhece mais 4 Deadman: Masaru/Chaplin Sukegawa (Peacock), um transexual, Idaki Hitara (Condor), um velhote que termina as suas frases com "foi minha filha que me falou", Minatsuki Takami (Hummingbird), uma garota aparentemente inocente, e Itadaki "Masu" Kazuya, um gordo que devora tudo. Eles levam Ganta para ver Crow jogar caça-níqueis versão Deadman Wonderland: Você perde o órgão que sair. Crow perde seu olho direito e é a enfermeira que o retira. Ganta fica enojado com tudo aquilo e surpreendido porque os outros Deadman agem como se aquilo fosse natural.
Entretanto, Yoh decide regressar ao Nível G da prisão para ver sua irmã. Ele leva Shiro sobre o pretexto que eles vão salvar Ganta. O seu plano é desligar todas as máquinas da prisão para passar pelas ventoinhas. Yoh engana Shiro, fazendo dela um sacrifício para os guardas, porém ele assiste a uma cena terrível: Shiro muda de personalidade e mata todos os guardas na sua passagem, numa explosão incrível. Yoh segue sempre em frente, fugindo daquele monstro.
A segunda luta de Ganta, Woodpecker, é contra Minatsuki Takami, Hummingbird, uma garota inocente que gosta de flores e só quer fugir daquele lugar. Ganta fica sem saber o que fazer e é completamente encantado por ela, o que o leva a tentar fugir da prisão com ela. Ele é apanhado pelos guardas e ferido por algo cortante que cai por cima dele de repente.
Durante o combate, Ganta diz que não vai ferir ela, e é aí que Minatsuki ataca com seu "Whip Wing", fazendo vários cortes no corpo do garoto. Ele descobre que Minatsuki é, na verdade, uma psicopata que apenas o enganou para ele pensar que ela era inocente, machucando-o antes do combate. Quando Ganta ataca Minatsuki, Yoh aparece vestido de guarda para proteger a garota: A psicopata sádica que se excita ao ver os outros sofrer é irmã do amigo de Ganta. Minatsuki age inocentemente perto do irmão, escondendo-se por trás dele porque sabe que Ganta não atacará seus amigos, usando o seu ataque "Whip Wing" secretamente. Yoh confessa que sabe que Minatsuki é uma mentirosa: Durante o terremoto de Tóquio, Minatsuki foi deixada para trás pela sua mãe e quando Yoh e o seu pai voltaram, ela tinha se tornado apática e uma mentirosa. Yoh mentiu também e decidiu fingir acreditar nela para a proteger. Ao longo da sua vida, Minatsuki usou seus poderes para matar mais pessoas, incluindo seu próprio pai. Ela fingia que seu pai a estuprava para Yoh bater nele, mas foi ela que o matou com seu Whip Wing. Yoh cometeu crimes propositadamente para ir para a prisão e salvar sua irmã. Minatsuki perde interesse no seu irmão que não tem mais a cara de alguém sofrendo e usa ele como escudo contra o Ganta.
Crow aparece e incentiva Ganta a lutar, pois ele não pode perder até eles lutarem de novo, dando ao seu ataque o nome de "Ganta Gun". Através de estratégia, Ganta consegue que ela solte Yoh e se aproxima de Minatsuki para dar uma cabeçada na cabeça dela, deixando a garota inconsciente e incapaz de lutar.
Yoh decide não falar nada sobre o que aconteceu com Shiro para Ganta. Shiro vai ter com o diretor e mata ele. Tamaki é o novo diretor da prisão, o que irrita ainda mais Makina.
Diferenças entre anime e o mangá:
- No mangá, existem mais duas personagens: Masaru "Chaplin" Sukegawa, um transexual, e Idaki Hitara, um velhote que ouve a voz da filha. No anime, estas personagens foram eliminadas, pois só são necessárias na saga dos Forgeries.
- No mangá, Ganta assiste ao punimento de Crow com Minatsuki, Chaplin, Hitara e Masu; No anime, ele assiste o vídeo sozinho, no seu quarto.
- No mangá, Crow ajuda Ganta durante o seu combate com Minatsuki, dando algum incentivo; No anime, Crow vê o combate no seu quarto.
- No mangá, a mãe de Minatsuki foge durante o terremoto, deixando Minatsuki para trás; No anime, a mãe de Minatsuki salva o vaso de flores, mas ignora Minatsuki.
- No mangá, Senji/Crow dá o nome de "Ganta Gun" ao ataque de Ganta durante o combate com Minatsuki; No anime, ele só dá esse nome depois do combate.
- Scar Chain

Ganta fica desesperado porque Minatsuki, irmã de seu amigo Yoh, vai perder um órgão, apesar de ela dizer que não está com medo, já que já perdeu um rim e metade do estômago. Yoh tenta salvá-la com os Cast Points que adquiriu durante seus anos de prisão, mas o Promotor Tamaki aparece e diz que isso é impossível: O sistema de redução da pena só funciona com pessoas que não são Deadman. Surge uma nova personagem: Genkaku (Super Monk), parte dos "Undertakers", um grupo que controla os Deadman. Genkaku ataca Yoh.
Ganta também tenta salvar Minatsuki, mas é sequestrado por Karako que lhe pede para se juntar ao gang "Scar Chain". Ganta conhece o líder desse grupo, Nagi Kengamine (Owl), um homem sábio e calmo que perdeu as cordas vocais durante um Corpse Carnival e agora sua voz é produzida por um aparelho mecânico. O grupo é diferente dos outros Deadman: Eles também acham nojento o desumano o que eles fazem aos prisioneiros e decidiram juntar-se para expor ao resto do mundo o que está acontecendo com a prisão. Enquanto isso, o castigo de Minatsuki começa e a enfermeira faz rolar o caça-níqueis. Para provar sua bondade, Nagi pede a Rokuro Bundou, o garoto que está reunindo as provas numa pen, para hackear o sistema do jogo dos órgãos e salvar a amiga de Ganta: Minatsuki só perde o cabelo. Super Monk aparece com Yoh e Ganta tenta salvar Yoh, mas o seu poder desaparece de repente. Shiro aparece e destrói a guitarra do Super Monk, a sua arma, acabando com a luta. Ganta conta para os membros do Scar Chain que os Undertakers têm o poder de eliminar o Branch Of Sin, mas todos acham que ele está mentindo pois Rokuro mostra uma gravação em que o Super Monk apenas se desvia do ataque de Ganta. Depois da luta e de alguns problemas, Ganta junta-se ao grupo, apesar de Rokuro não concordar.
Ganta descobre que Nagi perdeu sua mulher num Carnivel Corpse: Ele tinha uma mulher na prisão e, quando ela engravidou, enviaram os dois como adversários num Corpse Carnival. Nagi perdeu de propósito para salvar sua mulher e perdeu as cordas vocais. Tamaki descobriu o plano e mandou os Undertakers matar a mulher. Nagi diz a Ganta que quer fugir daquela prisão para abraçar seu filho pela primeira vez, já que ele está vivendo algures lá fora, numa instituição. Karako conta a Ganta que o filho de Nagi não existe. Ganta pede a Shiro para ficar no quarto até ele conseguir cumprir a sua tarefa, prometendo que quando saírem da prisão, irão na roda-gigante do Deadman Wonderland.
Os Scar Chain executam o plano durante a semana de inspeção. O objetivo é entregar a pen com as provas aos inspetores. Muitos membros morrem pelo caminho, mortos pelos Undertakers que eram imunes aos ataques do Branch Of Sin, tal como Ganta tinha falado. Nagi e Rokuro ficam encarregues de abrir as portas na torre de controle, mas Rokuro é um traidor. Aparece outra pessoa dos Undertakers, Hibana Daida, uma garota que foi mal tratada pela mãe, para torturar Nagi, cortando seu braço esquerdo. Nagi consegue abrir as portas como combinado e tenta avisar os restantes Scar Chain do plano de Rokuro e Genkaku, mas apenas Shiro ouve a mensagem por estar no clube secreto do grupo naquele momento. Ele fica refém dos Undertakers. Ganta, Karako e os sobreviventes tentam levar a pen para fora, mas Shiro aparece e destrói a pen. Ganta fica irritado e bate em Shiro, porque ela destruiu a esperança de todos aqueles que se sacrificaram.
Karako não desiste e o grupo volta para seu clube secreto para continuar o plano, enquanto Shiro fica triste porque ela só estava tentando ajudar. Rapidamente, o grupo conclui que é impossível continuar o plano, porque o líder tinha desaparecido e os outros membros tinham morrido. Eles são atacados por Undertakers (Mouzuri Gazuchi, um homem que cresceu como uma criança selvagem, e Shinagawa Doukoku, um serial killer que fazia vestidos com couro cabeludo e cabelos de mulheres) e salvos por Senji/Crow. Rokuro aparece e eles descobrem que Shiro roubou a pen por saber que estava armadilhada. Genkaku está torturando Nagi para ele se juntar aos Undertakers. Crow não se junta ao grupo Scar Chain porque acha que o mundo lá fora é muito mais cruel do que na prisão. Ganta pede a Crow para o treinar a ser forte e Crow tenta ensiná-lo a atacar à velocidade do som. Yoh e Minatsuki ajudam Ganta a perceber como o ataque deve ser executado. Até ele conseguir usar esse ataque, Crow não lhe devolve o "Candy".
Os Scar Chain decidem executar o plano deles e Karako escolhe ser o sacrifício e tentar se aproximar dos Undertakers.
Shiro vai ter com seu avô, que supostamente é o diretor da prisão e criador do Wretched Egg, mais conhecido por Homem Vermelho/Red Man. Ela não se lembra de o ter morto, e começa a comer os doces que ele guardou. Shiro conhece Toto Sakigami e fica admirada por ele ter passado pelos guardas e entrado num quarto secreto, ao qual apenas Shiro e Tamaki podiam ter acesso. Toto provoca Shiro, falando que Ganta não gosta dela. Shiro decide castigar Ganta e corre para procurar ele, encontrando os Undertakers pelo caminho. Genkaku é interrompido e descobre que um dos guardas é, na verdade, Karako. Ele dá ordens para estuprarem Shiro e Karako, transmitindo a mensagem por todo o Nível G.
Ganta e os outros membros da Scar Chain desistem do plano de fuga e voltam para trás para salvar Karako (e Shiro). Eles conseguem deter os guardas e quando salvam Nagi, descobrem que ele mudou: Genkaku fez com que ele se lembrasse que seu filho tinha morrido, porque a barriga da mulher foi aberta para tirar o bebé, fruto do amor entre dois Deadman, e colocar num frasco para análise. Seu filho sempre esteve morto, na prisão, aquilo que lhe dava forças e esperança não existia, na verdade. Ele ataca Karako e os outros membros do Scar Chain, porque não quer saber de mais nada. Ele ataca Shiro, mas Ganta protege a garota, o que faz com que Shiro sofra ainda mais por ver o Ganta sendo ferido. Ganta consegue chamá-lo à razão, dizendo que ele pode ter perdido muito, mas também ganhou muito: amigos leais. Nagi se sente culpado pelo que causou e Genkaku vê que ele não pode ser um Undertaker assim e a morte é a sua única salvação. Genkaku treinava para ser monge, mas era estuprado por outros aprendizes no templo, mas não podia contar nada para os mais velhos, e pensava todos os dias em como salvar essas almas perdidas. Quando o terremoto aconteceu, ele pegou nos cadáveres deles e construiu um buda com os restos deles, afirmando que a morte era a única salvação para eles, o que espantou o Monge mais velhos. Ganta está mais fraco porque já é o terceiro dia em que ele não come "Candy", por ter deixado seu "Candy" com Crow: Ganta está morrendo envenenado.
Genkaku ataca Nagi, furando sua barriga, pois achava que a morte era a única salvação para Nagi e confessa que estava apaixonado por ele. Ele mata mesmo até seus companheiros e Ganta utiliza o ataque que tinha treinado com Crow. Genkaku tenta salvar-se mas Nagi não deixa ele se mexer dizendo que é seu guia para o inferno, deixando Genkaku feliz por ser a "sua salvação". Genkaku morre e Nagi também, depois de oferecer o seu "Candy" ao Ganta e de dizer que consegue sentir chuva no rosto, por isso deve haver um lindo arco-íris no céu. A chuva eram as lágrimas de Karako e o céu estava escuro porque era noite.
Os membros do Scar Chain fogem da prisão e Ganta fica para trás com Shiro. Ganta come o "Candy" oferecido por Nagi e começa a chorar. Shiro pergunta o que aconteceu e Ganta diz que o doce tem um sabor amargo. Toto mata Daida Hibana que tinha escapado ao massacre causado por Genkaku.
Ganta vai para a solitária durante uma semana. Shiro visita o quarto do diretor todos os dias para comer doces, até que estes acabam. Não conseguem encontrar os fugitivos e as notícias sobre o que acontece na prisão correm pelo país todo: O público fica sabendo dos Deadman.
Diferenças entre anime e o mangá:
- No anime, quando Ganta vê Yoh sendo expulso do quarto de Minatsuki, ele está com Crow que leva uma pancada na cabeça por Minatsuki tentar jogar um vaso em Ganta. Apesar do seu medo de garotas, Crow age muito normalmente. No mangá, Crow não está com Ganta.
- Forgeries

Tamaki cria falsos Deadman que agem como robôs. Ganta fica curado da sua apatia e treina com Crow. Shiro tenta usar seu sangue também.
Os Deadman são libertados para os outros níveis da prisão, porque foi exposta a informação sobre o que está acontecendo na prisão, no nível G, o que causa tensão entre os prisioneiros normais. Azami é infetada pelo vírus e controlada por uma máscara, tornando-se numa Forgery (Makina tinha pedido a ela para se tornar numa espiã e a ajudar a descobrir o que passava na prisão, mas Azami perde consciência de si mesma). Toto aparece novamente e Crow reconhece-o como sendo o "Mocking bird" o Deadman mais forte de sempre, por conseguir copiar habilidades. Toto fica feliz por ser reconhecido e lambe o sangue de Crow, copiando o seu "Crow Claw". Ele diz que as suas informações sobre outros Branch Of Sin foram apagadas, por isso ele tem de copiar tudo de novo.
Toto recebe uma festa de boas-vindas do pessoal dos Deadman e celebra com eles. Na festa, ele conta a Ganta que conhece o Homem Vermelho, mas são interrompidos por Shiro.
Tamaki decide mostrar os combates do Carnival Corpse ao público, fazendo jogos de Deadman contra Forgeries, incentivando os Deadman a lutar com um convinte: Uma máscara com um poema sobre o trauma de cada um deles por trás (por exemplo: Minatsuki abandonada pela mãe, Chaplin se considerar feio, Crow ter sido acusado da morte dos seus amigos). No primeiro jogo, são todos os Deadman contra todos os Forgeries até aí criados. Os Forgeries têm um veneno que destrói o corpo de dentro para fora. Os Deadman estão ganhando com a ajuda de Crow, Minatsuki e até Toto, mas Ganta reconhece Azami e impede os seus amigos de a matarem, usando seus poderes neles. Ele desmaia durante uns dias e os seus amigos Deadman ficam contra ele, porque ele agiu como um traidor. Seu ataque feriu gravemente os Deadman mais fortes e os Forgeries, amiguinhos do Ganta, ficaram matando os Deadman como queriam. O público pensa que os Deadman são perigosos e umas aberrações, considerando que os Forgeries estão fazendo justiça.
Ganta acorda e decide pedir desculpa aos seus amigos, mas nenhum quer ouvir, nem mesmo Yoh que expulsa Ganta do quarto de Minatsuki. Apenas Shiro e Toto ainda falam com Ganta.
Shiro conta para Ganta que ela é uma Deadman também, porque conseguiu controlar seu sangue. Ganta fica assustado, porque os Forgeries matam Deadman, por isso ele diz que odeia Shiro e fala para ela se afastar dele. Ele decide ir salvar Azami. Com a ajuda de Makina, ele consegue um mapa para ir até onde Tamaki escondeu os Forgeries. Azami foi parar à prisão porque seus amigos a traíram, mas ela sempre pensou que estava tudo bem. Ganta chama ela à razão, dizendo que se estivesse tudo bem, ela não estaria ali sofrendo e chorando. Ele quebra a máscara dela, livrando ela do controlo mental. A máscara funciona como uma droga que apaga todas as dores e sofrimento da pessoa, por isso, Azami tenta pegar a máscara, quase sendo morta por esmagamento, mas é salva por Ganta. Os dois decidem fugir dali, mas Ganta fica para trás e é capturado pelos Forgeries. Azami corre para pedir ajuda aos Deadman para salvarem Ganta.
Shiro descobre que Ganta não odeia ela, só estava tentando protegê-la dos Forgeries. Por isso, ela ataca Crow, que estava pronto para matar Azami, porque Azami falou que sabia onde o Ganta estava. Os Deadman não deixam Azami ir embora porque ela era um Forgery, mas Shiro diz que elas precisam ir para salvar Ganta. Os Deadman dizem que ele é um traidor, mas Shiro diz que eles só estão com medo de enfrentar seus traumas, não querem ser lembrados do seu passado, ao contrário de Ganta, que se lembra do que aconteceu com os seus amigos todos os dias e é por isso mesmo que ele quer seguir em frente e salvar seus amigos da prisão, mesmo que eles sejam "Forgeries". Os Deadman é que tinham traído Ganta. Crow e Minatsuki ficam pensando nisso.
Ganta é torturado por Tamaki e pela enfermeira, porque rejeitou juntar-se a eles. Lá, ele conhece um dos Forgeries, Madoka, que parece ser simpático e lhe dá uma droga para as dores. Makina decide deixar o seu emprego e despede todo o mundo para os afastar da confusão futura, porque ela iria trair as regras da prisão e fazer ela mesma uma revolução, de maneira a salvar os prisioneiros e revelar a verdade para o mundo: Os Deadman não são monstros, apenas Tamaki é um monstro. Os guardas decidem ficar com ela até ao fim e também se despedem, juntando-se ao grupo de traidores, constituído por Makina e mais três amigos dela.
Tamaki detecta intrusos nas instalações e envia os Forgeries para lá. Ganta tenta chamá-los à razão, mas eles não ouvem e tentam colocar uma máscara no Ganta. Azami e Shiro chegam e salvam Ganta. Shiro é quase atacada pelo veneno dos Forgeries, mas Makina consegue destruir o ataque com uma espada especial semelhante às armas dos Undertakers que anulavam os Branch Of Sin. Ganta junta-se a Makina e ao grupo de traidores para mais uma revolução. Ganta, Shiro e Azami ficam encarregues de destruir o dispositivo que transmite as ondas de controle do cérebro dos Forgeries. Porém, quando chegam ao local conhecem três Forgeries especiais: A Unidade A de Complete Forgeries, constituída por Mikawa Hajime&Ichi, os gêmeos, Uzume Sumeragi, uma lady, e Ikazuchi Akatsuki, um gangster. Ganta e as duas garotas correm perigo, até que chega o apoio: Minatsuki, Crow, Chaplin e Hitara. Minatsuki e Chaplin juntam-se para derrotar Uzume Sumeragi. Hitara fica com os gêmeros Mikawa Hajime&Ichi e Crow fica com Ikazuchi Akatsuki. Ganta e as garotas prosseguem o caminho.
É durante as lutas que descobrimos o passado das personagens. Uzume utiliza um efeito hipnótico que faz Minatsuki e Chaplin alucinar. Minatsuki sonha com a sua mãe tentando matar ela, enquanto Chaplin sonha com sua vida miserável antes de ir preso: Ele era gay e era discriminado por causa disso. Ele tinha um namorado que só usava ele pelo dinheiro, nem uma relação física eles tinham. Um dia, ele chegou em casa e deu com o namorado na cama com uma mulher bonita, sexy com roupas atraentes que lhe falou que era impossível um homem gostar de outro homem, especialmente para Chaplin, por ele ser feio e não ter pele macia e delicada. Chaplin usou seus poderes para matar a mulher e passou a usar roupas iguais às dela. Minatsuki conseguiu acordar do seu sonho porque já há muito tempo que tinha ultrapassado seu trauma, mas Chaplin não acordou e decidiu atacar Minatsuki, por pensar que ela era a mulher do sonho. Chaplin começa a dizer que queria ser mulher e Minatsuki afirma que ele não está fazendo sentido, porque ele tem "bolas", dando um chute no meio das pernas de Chaplin. Chaplin acorda e os dois juntam os sangues criando um super ataque que acaba desfigurando Uzume. Chaplin diz que até transexuais podem ser bonitos, Minatsuki fica na dúvida.
Crow também enfrenta alguém que lhe faz lembrar seu passado: Ikazuchi Akatsuki era membro do gangue que matou seus colegas polícias. Crow usava seu poder para deter os criminosos, depois do terremoto, para tentar fazer com que a taxa de criminalidade descesse novamente. Muita gente odiava esse grupo de polícias porque eles não cooperavam com os traficantes como os outros polícias faziam, por isso planejaram matá-los. O chefe de Crow pediu para ele ficar para trás e quando Crow chegou no local viu todos os seus amigos mortos. Crow ficou revoltado, mas conseguiu matar o seu oponente, porque se lembrou que tinha prometido a Ganta tratar de tudo.
Hitara também foi lembrado do seu passado pelos gêmeros: Ele era professor e tinha uma filha muito linda que queria ser modelo. Ela pensava que o pai a odiava porque a sua mãe tinha morrido quando ela nasceu. No grande terremoto, ela não morreu mas ficou severamente desfigurada, não podendo mais ser modelo. Com raiva, pensando que seu pai desejava que ela fosse castigada por sua mãe ter morrido por causa dela, espetou um garfo no olho esquerdo de seu pai. Hitara ignorou e foi embora do quarto. Ela pegou fogo a si mesma porque tinha se tornado feia. Hitara lamenta nunca lhe ter dito que a amava e que ela sempre foi e sempre seria bonita. Os gêmeos eram na verdade adultos que pareciam crianças, Síndrome do "Peter Pan". Hitara disse que, como eles eram adultos, não precisavam de ser educados, mas sim castigados, ateando fogo ao seu sangue que estava espalhado pela zona toda (quando os gêmeos pensavam que estavam ganhando, jogavam o corpo de Hitara para todo o lado), conseguindo queimar os gêmeos.
Ganta, Shiro e Azami são ajudado por Madoka que os leva para a sala onde o engenho está. Madoka revela ser, na verdade, membro da Unidade A de Complete Forgeries e a sua habilidade é o controlo do sistema nervoso. Ele envia ondas de dor a Ganta, dando a sensação que ele foi atropelado. Ele diz que a chave da felicidade é fazendo os outros sofrer: Se alguém sofre, é porque uma outra pessoa está sendo feliz e por isso Ganta tem de sofrer para outra pessoa ser feliz. Shiro usa seu Branch Of Sin nele e é atacada. Shiro, até agora, nunca tinha sentido dor, mas começou a sentir dor de repente. Ganta move seu corpo, apesar do cérebro estar sendo controlado por Madoka e ataca-o. Shiro e Ganta juntam seus poderes e eliminam Madoka, deixando ele inconsciente. Azami fica triste por não ter conseguido se mover. Ganta confessa que ama Shiro e Shiro diz que ama Ganta também.
Ganta tem de partir porque afinal Tamaki já tinha retirado o aparelho de controle dali. Ele deixa Shiro com Azami.
Shiro acorda, mas não é Shiro que está naquele corpo: É o Homem Vermelho, o Wretched Egg.
Makina muda de planos e decide encurralar Tamaki. Ela dá ordens para retirar todos os prisioneiros de lá, mas Yoh volta para trás, correndo atrás de Kincho.
Toto chega para levar Shiro mas Azami luta com ela, porque diz que ela não é a verdadeira Shiro e aquela pessoa que estava dentro dela queria matar Ganta e Azami não podia permitir isso. Toto fala do Mother Goose System, criado para manter a outra personalidade de Shiro no seu interior, com uma melodia que Shiro cantou no início do mangá e do anime.
Shiro segue em frente e mata a enfermeira. Makina consegue pegar Tamaki e descobre o seu passado: Ele era viciado em jogos, tão viciado que, durante o terremoto, ele não ajudou a sua mãe porque tinha de reparar o computador. Porém, o jogo tinha sido arruinado e ele ficou obcecado com o terremoto. Descobriu a sua origem e que não tinha sido natural, mas sim artificial: Foi um terremoto de 11.4 criado pelo Wretched Egg. Ele confessa estar criando a arma que vai matar o Wretched Egg, essa arma sendo os Forgeries. Toto aparece com o Wretched Egg e nem os Forgeries nem a arma de Makina conseguem travá-lo: As informações sobre as fraquezas do Wretched Egg eram falsas, criadas pelo diretor da prisão que agora estava no corpo de Toto Sakigami, que na verdade tinha morrido na luta com o Wretched Egg. Toto começa a se referir a ele mesmo como sendo garota. Tamaki nunca foi o líder daquele Wonderland, foi sempre de Rinichirou Hagire (o diretor). Tamaki não aceita isso, porque aquele era seu País das Maravilhas e comete suicídio.
Kincho e Yoh descobrem o corpo de Azami. Ganta chega e vê o Wretched Egg segurando a cabeça de Azami e ataca sem pensar. Makina protege Ganta, perdendo suas pernas. O ataque de Ganta retira a mascara do Wretched Egg, revelando o rosto de Shiro. Ganta fica em choque. Toto e Shiro fogem.
A prisão foi encerrada, os prisioneiros foram levados para outras prisões. Ganta, Yoh, Crow e Hitara foi ilibados das sentenças e postos em liberdade. Ganta foi para um orfanato, mas se tornou completamente apático. Crow não conseguiu se ajustar à vida normal porque usar fato e gravata não era para ele. Hitara visitava a campa de sua filha. Minatsuki continuava presa mas numa prisão feminina, onde o irmão a visitava todos os dias com Kincho. Chaplin foi obrigado a cortar o seu cabelo e se vestir como homem e ficou na mesma prisão que Masu. Makina perdeu suas pernas, sendo obrigada a deslocar-se de cadeira de rodas. Ela conta tudo para o Governo, sobre a existência de dois monstros, um chamado Wretched Egg, dentro daquela prisão. O Governo considera que é melhor deter esses monstros, mandando uma equipe de investigação de volta para lá. Toto e Shiro atacam o pessoal, provocando um novo terremoto, o que ficou gravado com uma câmera.
- Final Arc

Makina regressa à caça do Wretched Egg, planejando um último assalto. Karako regressa e junta-se a Makina e vai procurar pelos outros Deadman, incluindo Chaplin, Minatsuki, Hitara, Crow e Ganta para se juntarem e ajudarem Makina. Ganta pergunta a Karako o que ela pensou quando Nagi ficou revoltado de repente e ela diz que foi um choque para ela mas ela sempre o amou. Ganta diz que está tentando esquecer o que aconteceu em Deadman Wonderland e Karako vai embora, deixando uma folha com o local de encontro escrito, dizendo que estão esperando por ele.
Enquanto isso, Toto tenta encontrar o código secreto para aceder ao Mother Goose System e destrui-lo, para Shiro agir como Wretched Egg por completo. Ele sabe que o Mother Goose System está diminuindo os poderes do Wretched Egg, foi por isso que Shiro se deixou atacar por Ganta. Revelando que foi Sorae Igarashi, mãe de Ganta, que criou o sistema.
Os Deadman, incluindo Ganta, aparecem no local prometido e Makina explica o ponto da situação. Alguns ficam assustados, outros não. Makina fala que quem quiser entrar na prisão novamente e matar Wretched Egg, acabando com a história de uma vez por todas, pode se desclocar até ao Porto 5 dias após aquela reunião.Poucos aparecem para além das personagens principais, mas uma nova Deadman nunca antes vista também foi para lá: Yosuga, amiga de Toto. Yoh aparece e revela que ele tem ajudado Makina desde que saiu da prisão e pede desculpa à irmã Minatsuki por não lhe ter contado nada. Eles vão num submarino para a prisão. Makina entrega folhas em branco para eles escreverem o seu testamento. Ganta rasga a folha e diz que não veio para lá para morrer, o que faz com que Crow pense que ele mudou muito.
Ao chegar lá, Shiro ajuda Ganta a sair. Ele começa a chorar e pergunta por que é que ela tinha de ser o Wretched Egg, chocando todos os outros que não sabiam que Shiro era Wretched Egg. Shiro destrói o submarino e Ganta diz que nunca vai lhe perdoar por ter machucado tanta gente. Karako pergunta se ele é mesmo capaz de matar a verdadeira Shiro que está dentro do Wretched Egg e Ganta responde que sim, ele ama Shiro e por isso mesmo ele é o único que a deve matar. Shiro sorri gentilmente. Ele ataca Shiro e ela fica inconsciente, mas rapidamente se levanta e as suas feridas curam em segundos. Os Deadman descobrem que ela é imortal e Makina conclui que o Mother Goose System foi feito para diminuir os poderes do Wretched Egg e manter essa personalidade dentro de Shiro, já que é impossível matar o Wretched Egg. Shiro foge, dizendo a Ganta que quer ouvir o final da canção, e Ganta vai atrás dela mas é parado por Hitara que diz que já chega por hoje.
Makina tenta explicar o Mother Goose System para os Deadman e fala que eles tem que encontrar as peças do sistema que transmitem o som (Chorus Blocks), pois a chave para acedar à peça central, criadora da música, deve estar dentro dessas peças. O objetivo é tornar o Mother Goose System mais forte para Shiro nunca mais acordar.
Ganta fala com Yosuga durante a busca, já que Yosuga parece fraca demais para estar ali. Yosuga pergunta a Ganta se vai matar Shiro só porque ele não a compreende; porque ela mesma não compreende o que aconteceu com Toto, mas ainda o ama. Não entender a pessoa que amamos é o nosso maior medo. Durante a busca, Minatsuki encontra um diário de Sorae Igarashi. A cena é cortada para Makina que é questionada pela sua subornidada sobre a razão pela qual ela omitiu um dado importante: Que Sorae Igarashi, mãe de Ganta Igarashi, criou não só o sistema Mother-Goose como também o próprio Wretched Egg. Talvez tenha sido por que seria um choque muito grande para Ganta, mas ele acabaria por descobrir mesmo assim...
Ganta e Crow são o último grupo a retirar o Chorus Blocks, porque Yosuga foi muito lenta. Os outros Deadman levam os CHorus Blocks a Makina e descobrem que eles são feitos a partir de carne humana, muito provavelmente com a carne de Wretched Egg.
Toto aparece e revela que Ganta é a "chave" do Mother Goose System. Ele ataca Yosuga, Crow e Ganta e tenta matar Crow, mas Ganta consegue travá-lo e vai com ele de livre vontade. Yosuga pergunta a Crow se ele está vivo e Crow responde que está morrendo um pouco. Toto revela a Ganta que ele vai ficar a saber tudo sobre Shiro pois ele vai passar as memórias de Rinichirou Hagire do corpo de Toto para o corpo de Ganta e para isso tem de apagar as memórias de Ganta, através de um ataque dos Gémeos chamado de "Hallow Swallow".